# Carl Frühling
Carl Frühling, né le 28 novembre 1868 à Lemberg en Autriche-Hongrie et mort le 25 novembre 1937 à Vienne, est un compositeur, pianiste et professeur de musique autrichien de la fin de la période romantique.

## Biographie

### Origine
Fils d'un marchand juif, Carl Frühling naît le 28 novembre 1868 à Lemberg en Autriche-Hongrie, aujourd'hui Lviv en Ukraine,,,.

### Carrière
De 1887 à 1889, Carl Frühling étudie le piano avec Anton Door et la composition avec Franz Krenn au Conservatoire de la Société philharmonique de Vienne (Gesellschaft der Musikfreunde) à Vienne,,. 
À partir de 1890, il donne des cours particuliers de piano puis, à partir de 1900, des cours de solfège, de composition et d'accompagnement vocal à Vienne,. 
Frühling renonce au judaïsme en 1907. 
De 1889 à 1932, il travaille comme pianiste accompagnateur lors des concerts de nombreux artistes comme, entre autres, le Quatuor Udel, Ondříček en Bohême, R. Fitzner, le Quatuor Fitzner et Pablo de Sarasate,,. Il a par ailleurs joué de la musique de chambre avec le Quatuor Rosé. 
Carl Frühling donne de nombreux concerts au Bösendorfer Hall, au Musikverein et au Konzerthaus de Vienne, ainsi qu'à Graz et Klagenfurt. Ses œuvres sont diffusées à la radio de 1925 à 1937 et Il apparaît occasionnellement comme chef d'orchestre lors de l'interprétation de ses œuvres.
Il passe ses dernières années à Vienne dans une situation financière difficile en raison de l'inflation.
Carl Frühling meurt le 25 novembre 1937 dans la pauvreté à Vienne,,, qui est alors la capitale de la Première République d'Autriche.

## Œuvre
Carl Frühling a composé un concerto pour piano, des œuvres orchestrales, de la musique chorale, de la musique vocale, de la musique de chambre et des pièces pour piano,.
Voici une liste non exhaustive de ses œuvres:
- 1894 : Quintette pour piano en fa dièse mineur op. 30
- 1911 : Fantaisie sur Carmen
- 1913 : Fantaisie sur La Walkyrie
- 1913 : Fantaisie sur Boris Godounov
- 1914 : Fantaisie sur Rienzi
- Fantaisie sur Siegfried
- 1925 : Trio pour clarinette, violoncelle et piano op. 40
- Quatuor pour piano op. 35

## Enregistrements
- 2018 : Trio pour clarinette, violoncelle et piano op. 40 par Davide Bandieri, Joël Marosi et Marja-Liisa Marosi (CD Frühling & Zemlinsky Clarinet Trios, Brilliant Classics 95934)
- 2023 : Trio pour clarinette, violoncelle et piano op. 40 par le Quantum Clarinet trio (CD Brahms / Kahn / Frühling, Hänssler Classic HC23022)